# Прокопчук, Александр (легкоатлет)
Александр Прокопчук (2 мая 1967, г. Рига Латвийская ССР, СССР) — латвийский спортсмен, марафонец. Двукратный победитель Рижского марафона.

## Спортивная карьера
| Год           | Соревнование          | Страна            | Место         | Дистанция     | Время         |
| Страна Латвия | Страна Латвия         | Страна Латвия     | Страна Латвия | Страна Латвия | Страна Латвия |
| ------------- | --------------------- | ----------------- | ------------- | ------------- | ------------- |
| 1993          | Рижский марафон       | Рига, Латвия      | 1             | марафон       | 2:26:41       |
| 1993          | Чемпионат мира        | Брюссель, Бельгия | 104           | полумарафон   | 1:07:13       |
| 1996          | Рижский марафон       | Рига, Латвия      | 1             | марафон       | 2:31:46       |
| 1996          | Олимпийские игры      | Атланта, США      | 51            | марафон       | 2:21:50       |
| 1997          | Стокгольмский марафон | Стокгольм, Швеция | 2             | марафон       | 2:17:51       |

## Личная жизнь
В 1999 году женился на Елене Прокопчук. В апреле 2011 года у них родился сын Виктор.